# Memorial
Memorial je međunarodna organizacija za zaštitu ljudskih prava. Osnovana je 1988 na inicijativu Andreja Saharova u Rusiji i posvećena povijesnim procjenama političke tiranije, ljudskim pravima i socijalnoj skrbi za preživjele sovjetskih sustava Gulaga.

## Povijest
Organizacija je izvorno je osnovana zbog gradnje Spomen obilježja za žrtve staljinizma. Andrej Saharov je bio prvi predsjednik kod osnutka. Memorijal je bila prva nevladina organizacija na području bivšeg Sovjetskog Saveza. Spomenik je otkriven 30. listopada 1990. ispred bivšeg sjedišta KGBa Lubjanke u Moskvi.
Organizacija si je uskoro postavila nove ciljeve. Volonteri su posjećivali preživjele Gulaga, napisali njihove životne priče i pokušali im dati glas u javnosti. Početkom 1990-ih godina u Rusiji je osnovano oko 70 udruga Memorial. Sada ima 87 međunarodne skupine, uključujući Poljsku u Ukrajinu u Latviju i Njemačku.

## Vanjske poveznice
- Memorial International  Arhivirana inačica izvorne stranice od 27. prosinca 2016. (Wayback Machine) (de, en, ru)